# Grand Galop
Pour l’article homonyme, voir Grand Galop (série télévisée).
Grand Galop (The Saddle Club en anglais) est une série de livres pour la jeunesse créée par Bonnie Bryant et publiée de 1988 à 2001.
Elle raconte les aventures de Carole, Stéphanie et Lisa, trois jeunes filles passionnées d'équitation.

## Résumé
Lisa est une jeune fille réservée de bonne famille où les bêtises sont interdites. Elle est obligée de consacrer beaucoup de temps aux études. Carole est plutôt studieuse et folle d'équitation. Elle monte à cheval depuis très longtemps et possède même son propre cheval. Et la dernière, Stéphanie est pleine de vie et d'humour. Les trois amies forment un club secret, le « club du Grand Galop ».    

## Livres publiés en français
1. Les trois font la paire
2. Il faut sauver le club !
3. Une étoile pour le club
4. En vacances au ranch
5. Tricheries au club
6. Pour l'amour d'un cheval
7. Un cheval pour pleurer
8. Une naissance au club
9. Coups de cœur au club
10. Aventures au Far West
11. Un concours à New York
12. Le club prend des risques
13. Un poulain en danger
14. Rodéo pour le club
15. Au galop sur la plage
16. Une sacrée équipe !
17. Kidnapping au club
18. Une randonnée très périlleuse
19. Une star au Pin creux
20. Un si lourd secret
21. Panique au Pin creux
22. Un défi pour le club
23. Des vacances mouvementées
24. Lune de miel au Pin creux
25. Anniversaire au club
26. Une amitié à toute épreuve
27. Une escapade orageuse
28. Une fiancée pour Max !
29. Une leçon d'amitié
30. Coup de théâtre au Pin creux
31. Une étrange maladie
32. Secret de famille
33. Un cadeau inespéré
34. Sabotage au Pin creux
35. Des cavaliers en détresse
36. Une parade pour Sam
37. Randonnée sous les étoiles
38. Mariage au Pin creux
39. Au revoir, Tornade
40. Un cheval pour Mélodie
41. Un poulain insoumis
42. Une cavalière pas comme les autres
43. Une semaine de folie
44. Le club fait son cinéma
45. Une bêtise de trop
46. Lisa se rebelle
47. Une cousine trop parfaite
48. Le club s'affole
49. Une rivale au Pin creux
50. En route pour le camp !
51. Menace sur le camp
52. L'Accident de Max
53. Chantage à l'hippodrome
54. Le Club sur les ondes
55. Nuit d'angoisse à l'écurie
56. Un invité au club
57. Une jument trop sauvage
58. En voyage à New York
59. Lisa en danger
60. Le club mène la danse
61. Intrigues au  Pin creux
62. Le club prend sa revanche
63. En route vers l'Ouest
64. Un pari dangereux
65. Un voleur au Pin creux
66. Un cheval capricieux
67. Le Choix de Carole
68. Un futur champion
69. L'Exploit de Lisa
70. Une amazone au Pin creux
71. La Bonne Étoile de Carole
72. Un duo de choc
73. Mission à Hollywood
74. Un cheval de prix
75. Un cavalier pour Lisa
76. Une princesse au Pin creux
77. Sabots dans la nuit
78. Un cavalier hors pair
79. Carole à l'épreuve
80. Balade à haut risque
81. Lisa et le Cheval abandonné
82. Le Film de Steph
83. Un défi à la vie
84. Alerte au Pin creux
85. Les Confessions de Steph
86. Le club joue au père Noël
87. Passion cheval (hors-série)
88. Trompeuses apparences
89. Une duchesse au club
90. Le club passe à l’action
91. Le club mène l’enquête
92. Le retour de Diablo
93. Rien n’arrête le club
94. Sale temps pour le club
95. Dilemme au Pin Creux
96. Une invité très spéciale
97. Le club dans la tempête
98. Esprit d’équipe

Les Filles de Grand Galop
1. Accident de parcours
2. Rêves d'été
3. Un choix difficile
4. Secrets et Mensonges
5. Confidences et Vérités
6. Accords et Désaccords
7. Conséquences inattendues
8. Obstacles imprévus
9. États d'âme
10. Missions secrètes
11. Championnes dans l'âme
12. Enjeux amoureux
13. Un cheval de rêve
14. Doutes et Confusions
15. Une passion pour la vie
16. Incendie
17. Renaissance
18. Nouvelle Vie
19. Danse avec les chevaux
20. La roue tourne
21. Défi
22. Le Temps des épreuves
23. Sauver Kiowa
24. Tornade a disparu
25. Mission sauvetage